# Stara Wieś (gromada w powiecie kozienickim)
Stara Wieś – dawna gromada, czyli najmniejsza jednostka podziału terytorialnego Polskiej Rzeczypospolitej Ludowej w latach 1954–1972.
Gromady, z gromadzkimi radami narodowymi (GRN) jako organami władzy najniższego stopnia na wsi, funkcjonowały od reformy reorganizującej administrację wiejską przeprowadzonej jesienią 1954 do momentu ich zniesienia z dniem 1 stycznia 1973, tym samym wypierając organizację gminną w latach 1954–1972.
Gromadę Stara Wieś siedzibą GRN w Starej Wsi (obecnie jest to osiedle w południowej części Kozienic) utworzono – jako jedną z 8759 gromad na obszarze Polski – w powiecie kozienickim w woj. kieleckim, na mocy uchwały nr 13e/54 WRN w Kielcach z dnia 29 września 1954. W skład jednostki weszły obszary dotychczasowych gromad Stara Wieś, Kociołki, Janów i Aleksandrówka oraz część wsi Wójtostwo Poduchowne z dotychczasowej gromady Wójtostwo Poduchowne ze zniesionej gminy Kozienice, obszary dotychczasowych gromad Janików, Śmietanki i Ruda ze zniesionej gminy Brzeźnica oraz miejscowość Nowiny wyłączona z miasta Kozienice w tymże powiecie. Dla gromady ustalono 27 członków gromadzkiej rady narodowej.
31 grudnia 1961 z gromady Stara Wieś wyłączono część obszaru wsi Stara Wieś, włączając ją do miasta Kozienice, po czym gromadę Stara Wieś zniesiono a jej (pozostały) obszar włączono: a) do znoszonej gromady Przewóz (wsie Kociołki, Kajzerówka, Janików, Aleksandrówka i Ruda, wschodnią część – położoną za łachą wiślaną – wsi Stara Wieś, kolonie Katarzynów, Janów i Śmietanki oraz przedmieście Nowiny) i b) do zachowanej Brzeźnica (lasy państwowe o powierzchni 635 ha).